# Église Saint-Laurent de Vraux
Pour les articles homonymes, voir église Saint-Laurent.
L'église Saint-Laurent se trouve dans la commune de Vraux, dans le département de la Marne. Datant des XIIe – XVe siècles, elle est classée monument historique.

## Historique
L'église de Vraux commence à être construite au début du XIIe siècle. Elle est complétée et remaniée au XVe siècle.
L'église fait l’objet d’un classement au titre des monuments historiques depuis 1920.

## Mobilier
Un orgue, venant de l'abbaye saint-Sauveur de Vertus, installé en 1792 et restauré par René Cochu, facteur d'orgues de Châlons en 1784. Cet instrument datait de 1709, il fut aussi restauré en 1877, moment ou fut supprimé la partie base de l'instrument. Le bourdon 16 fut installé par Blési de Nancy en 1891 et l'électrification de la soufflerie par Hartman et Leroy en 1968.
Le mobilier notable comporte aussi un appui de communion en fer forgé, et une chaire en bois sculpté.

## Galerie de photographies

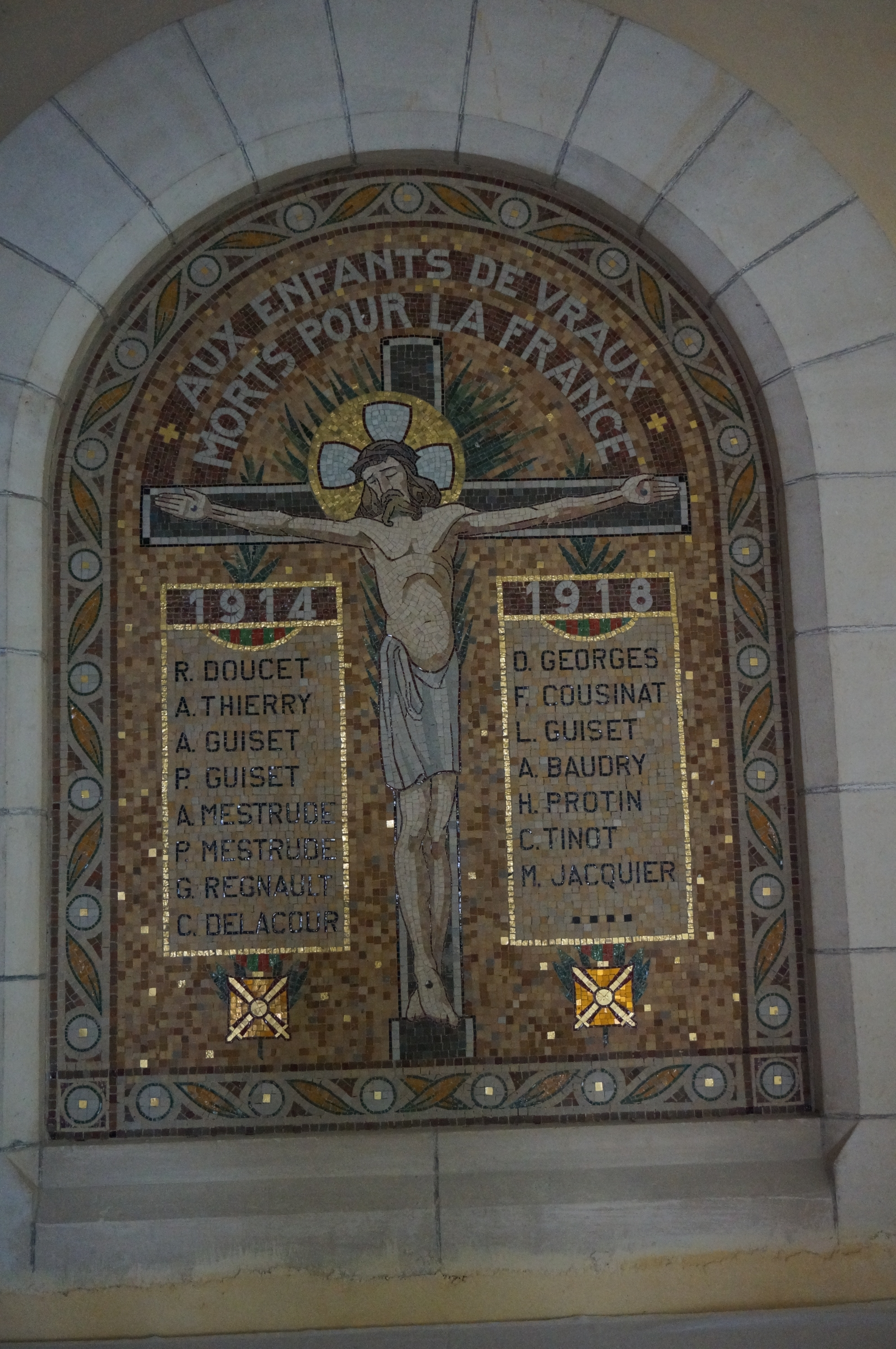
Le monument aux morts de l'église.
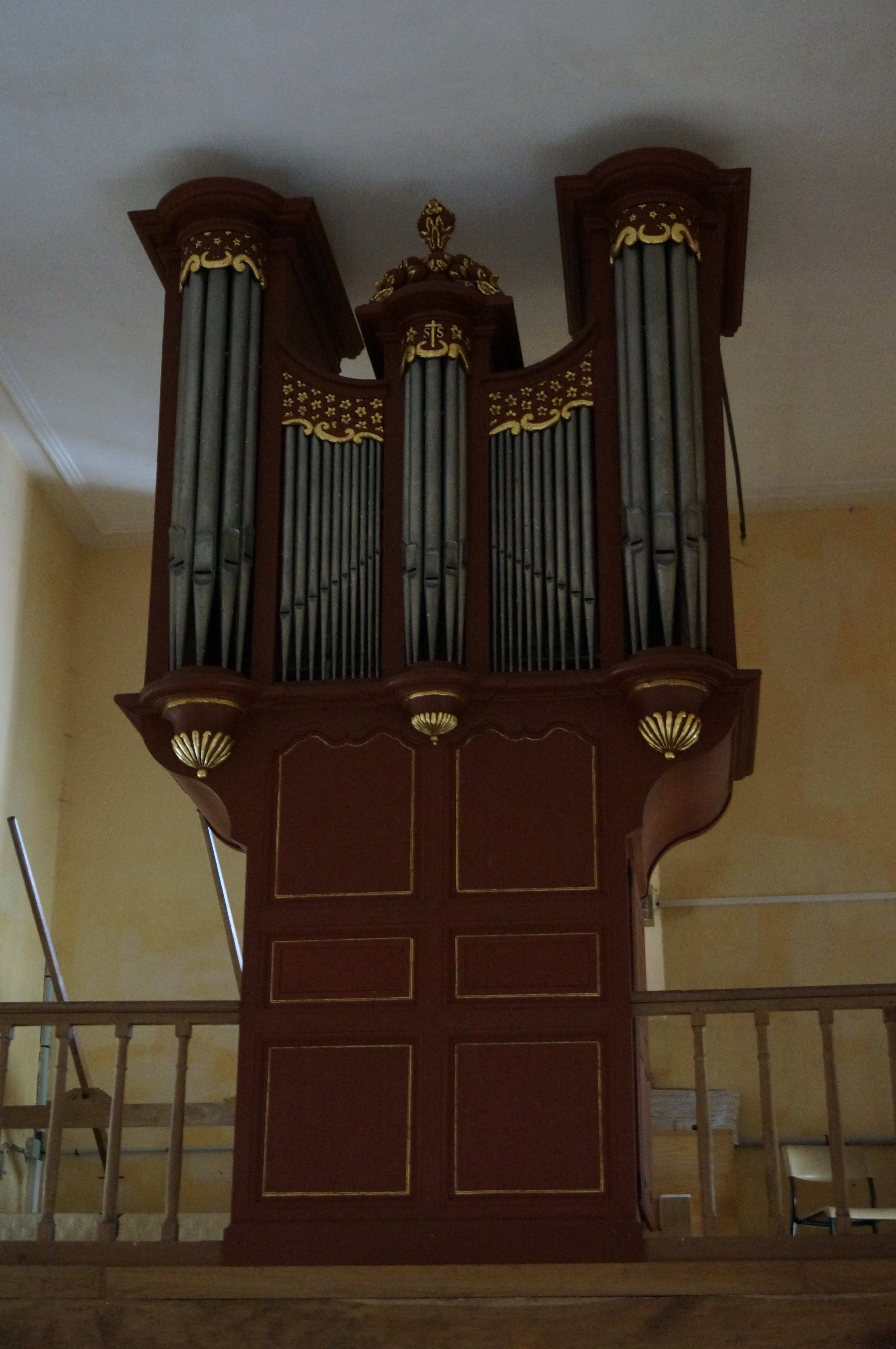
L'orgue.
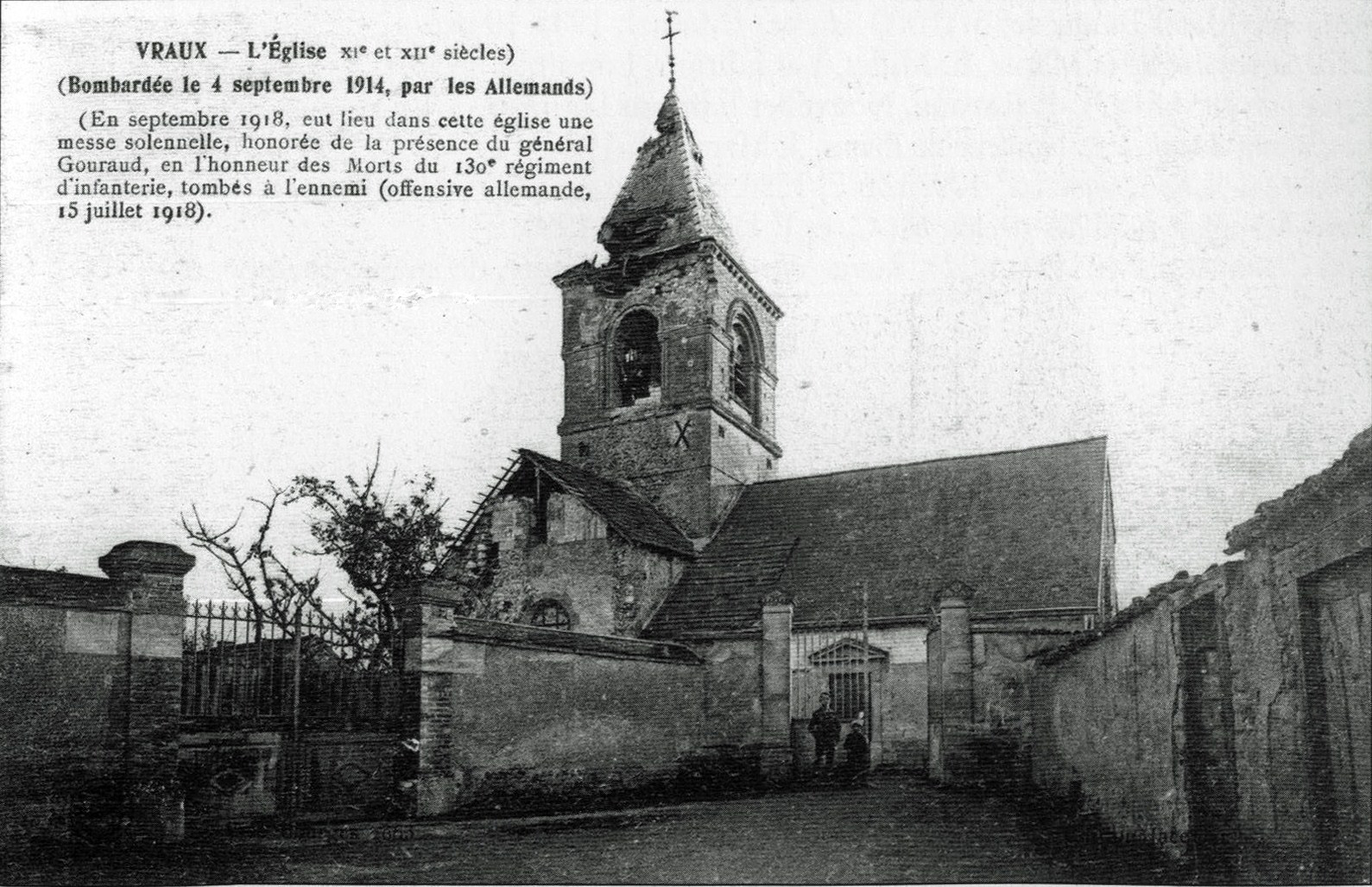
L'église victime de la Première Guerre mondiale.
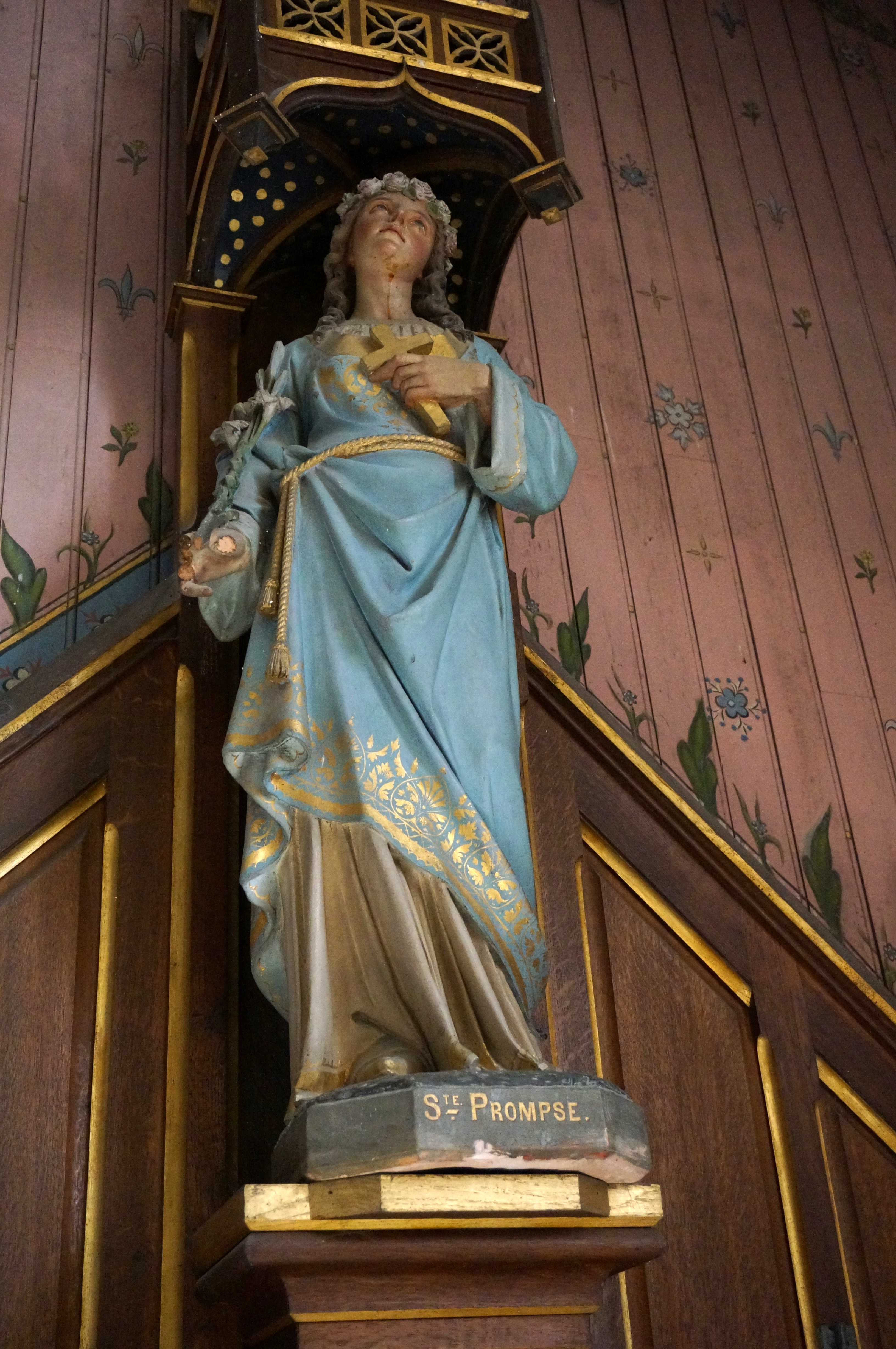
Sainte Prompse sœur de Gibrien.